# Izeda
Izeda era una freguesia portuguesa del municipio de Braganza, distrito de Braganza.

## Localización
Izeda está ubicada a 40 km al sur de la capital del municipio y se encuentra en la margen derecha del río Sabor, en el extremo meridional del municipio, limitando al sur con el de Macedo de Cavaleiros y al este con el de Vimioso.

## Historia
Fue villa y sede de un municipio de breve existencia llamado Nossa Senhora da Assunção de Izeda, creado en el año 1836 y suprimido en 1855. Tenía, de acuerdo con el censo de 1849, 5 656 habitantes y una extensión de 447 km². Estaba constituido por catorce freguesias llamadas Calvelhe, Coelhoso, Izeda, Salsas, Serapicos, Bagueixe, Macedo do Mato, Lagoa, Morais, Podence y Edroso, Salselas, Talhas, Talhinhas, Vinhas y Edrosa y Meilhe. Estas freguesias se repartieron en 1855 entre los municipios de Braganza y Macedo de Cavaleiros, salvo la de Edrosa y Meilhe, que pasó al de Vinhais. Izeda fue elevada en 1990 a la categoría de vila.
Desde 1960 en el territorio de la freguesia se encuentra el Estabelecimento Prisional Central de Izeda.
Fue suprimida el 28 de enero de 2013, en aplicación de una resolución de la Asamblea de la República portuguesa promulgada el 16 de enero de 2013 al unirse con las freguesias de Calvelhe y Paradinha Nova, formando la nueva freguesia de Izeda, Calvelhe e Paradinha Nova.

## Patrimonio
En el patrimonio histórico-artístico de la freguesia destaca el puente sobre el río Sabor, conocido popularmente como a ponte romana, aunque en realidad es de construcción bajo-medieval, la iglesia matriz, del siglo XVIII, y las diversas fuentes de la localidad, como la fonte dos Pelames y el tanque das trés bicas.